# Schenker AG

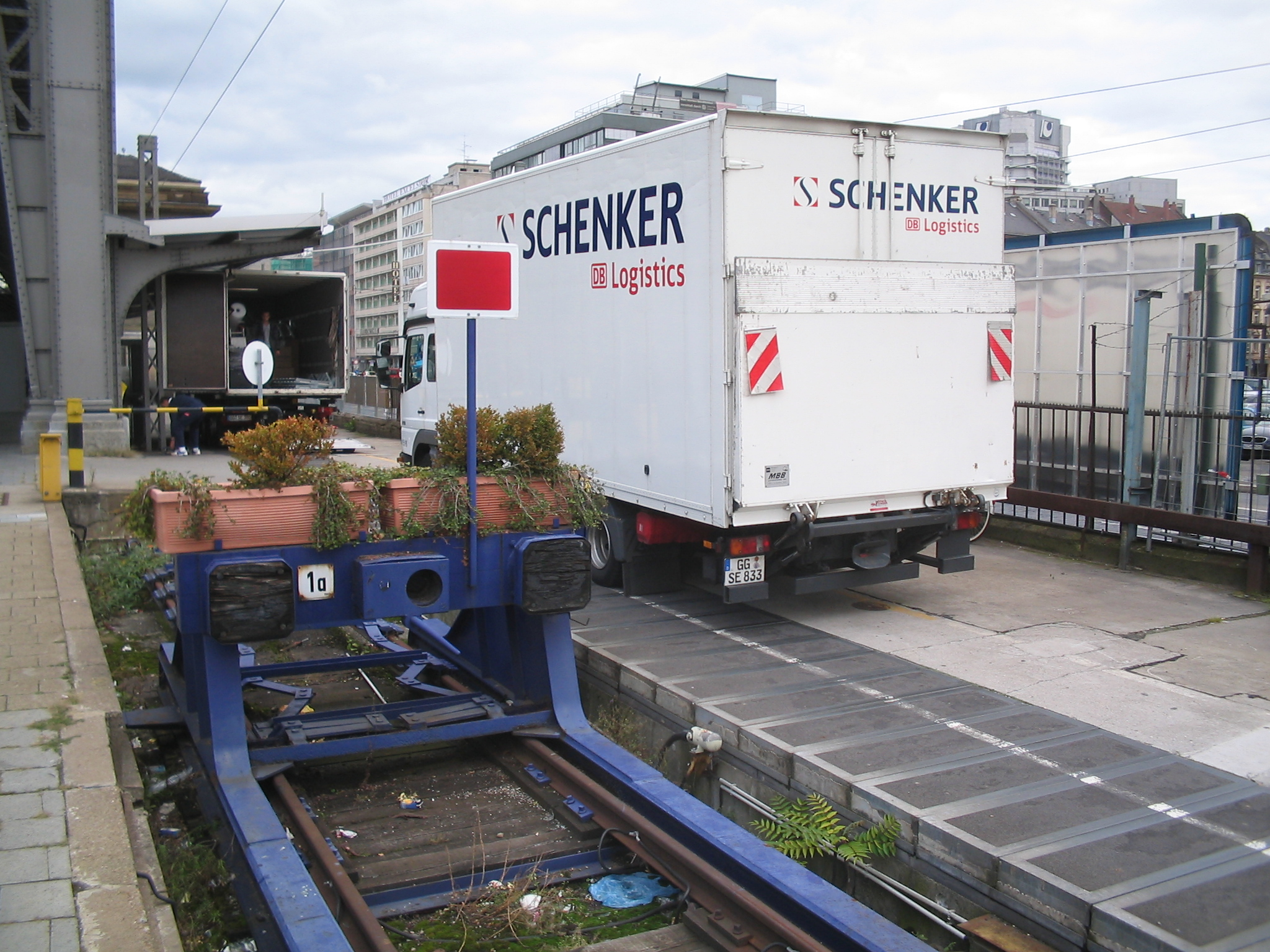
Schenker bietet Intermodale Verkehre an

Die Schenker AG mit Sitz in Essen ist ein international tätiger Logistikdienstleister. Das Angebot des Unternehmens umfasst Warenverkehr auf dem Land-, Luft- und Seeweg sowie Kontraktlogistik. Bis 2025 war Schenker eine 100-prozentige Tochter der Deutschen Bahn, wurde jedoch an das dänische Logistikunternehmen DSV verkauft.

## Überblick
Die Schenker AG beschäftigt weltweit rund 75.000 Mitarbeiter an über 1850 Standorten in 130 Ländern und erwirtschaftete einen Gesamtumsatz von rund 10 Milliarden Euro im Jahr (Stand 2023). Der Hauptsitz des Unternehmens ist Essen. Neben dem offiziellen Unternehmensnamen Schenker AG ist vor allem die Markenbezeichnung DB Schenker geläufig. Der Markenname Schenker wurde zwischenzeitlich auch für den Schienengüterverkehr der Deutschen Bahn übernommen, der inzwischen wieder unter DB Cargo firmiert. Das Unternehmen verfügt über drei Geschäftsfelder: europäischer Landverkehr, See- und Luftfracht und Kontraktlogistik. Schenker gehörte neben der DB Cargo zum Ressort „Transport und Logistik“ der Deutschen Bahn.
Levin Holle, Vorstand der Deutschen Bahn für Finanzen und Logistik, war bis zum Verkauf an DSV Aufsichtsratsvorsitzender der Schenker AG. Vorstandsvorsitzender vom 1. September 2015 bis zum 30. April 2025 war Jochen Thewes.

## Geschichte

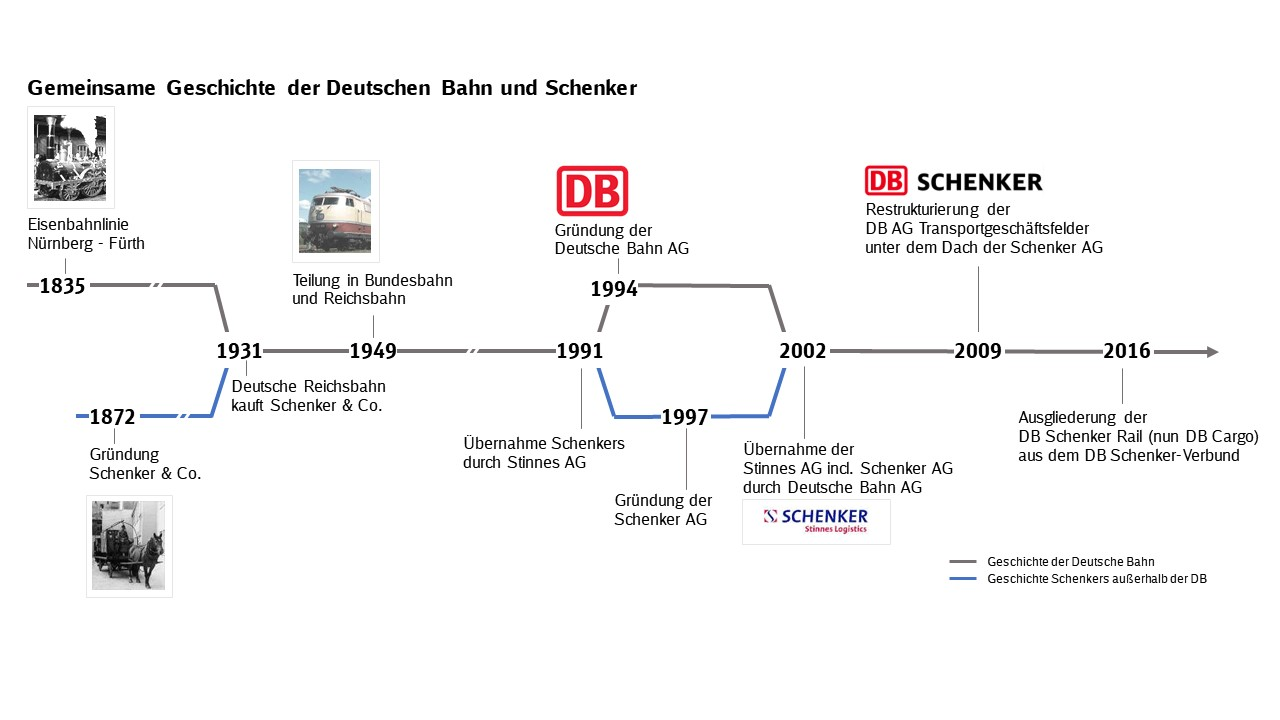
Geschichte der Schenker Gesellschaften im Verbund mit der deutschen Bahn

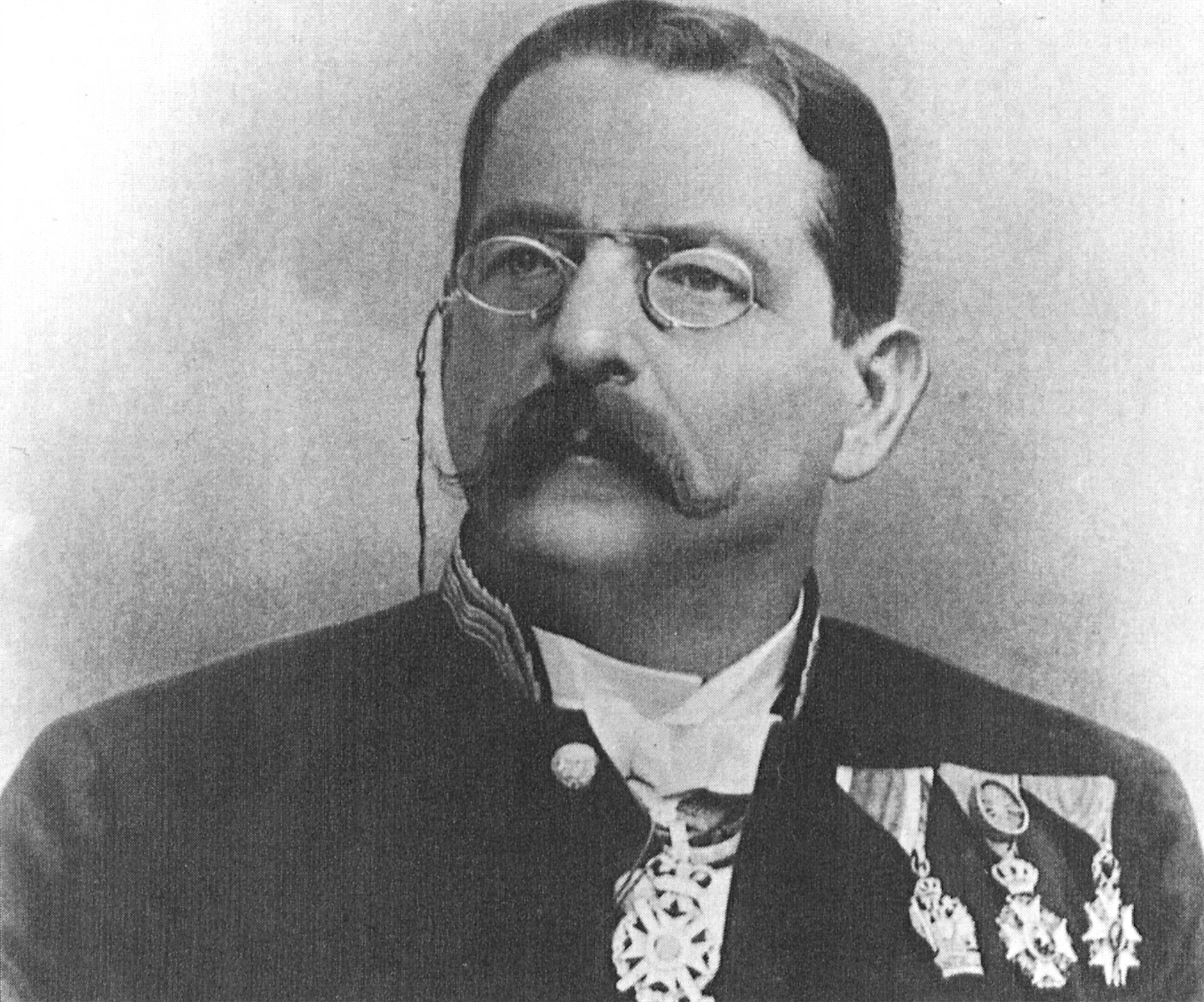
Der Unternehmensgründer Gottfried Schenker

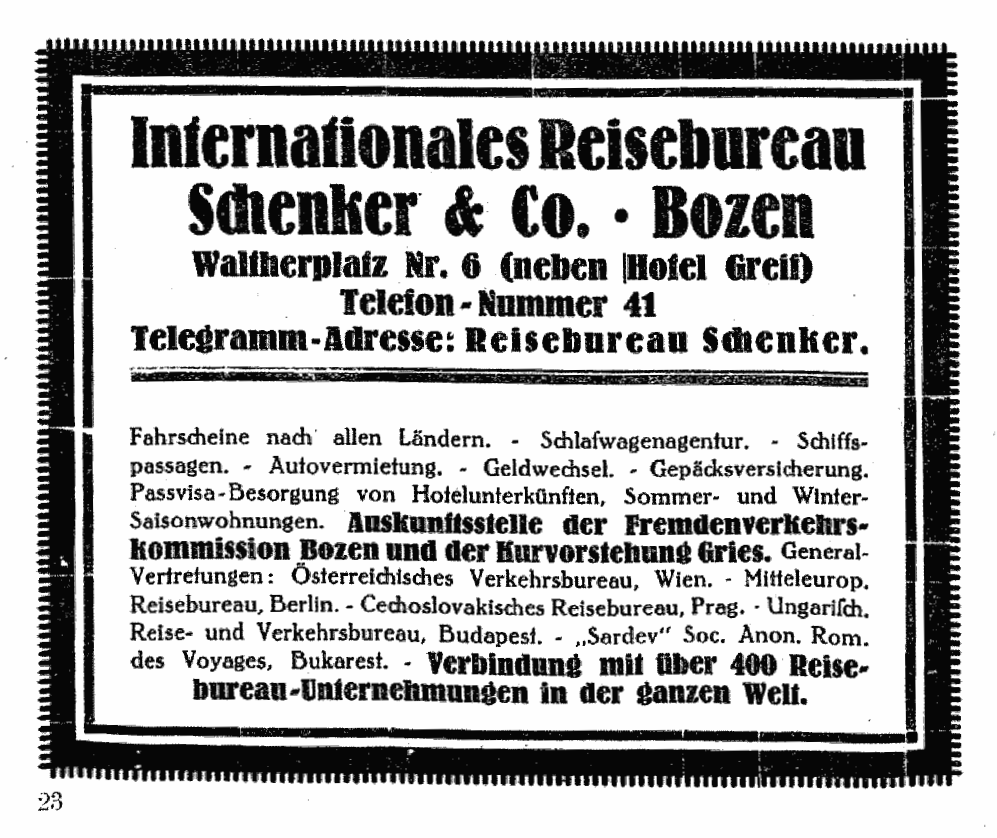
Bozener Annonce für Schenker & Co von 1925

Das Speditionsunternehmen Schenker & Co. AG wurde 1872 vom Schweizer Gottfried Schenker (1842–1901) gemeinsam mit Moritz Karpeles (1834–1903) und Moritz Hirsch (1839–1906) in Wien gegründet. Karpeles und Hirsch waren Inhaber der schon früher gegründeten Speditionsfirma Karpeles und Hirsch, die in der zweiten Hälfte der 1890er Jahre mit Schenker & Co. AG verschmolzen wurde. 1873 wurde bei Schenker der Bahnsammelverkehr eingeführt, der der erste auf der Strecke Paris–Wien war. Das Zusammenfassen von Kleinsendungen zu größeren Einheiten, als eine der großen Neuerungen im Speditionsgewerbe, diente unter Ausnutzung aller Landwege der rascheren Abwicklung der Transporte, was zu einer besseren Preisgestaltung führte. Zwei Jahre nach der Gründung wurden Niederlassungen in Budapest, Bukarest, Prag und London errichtet, weitere folgten; deren Anzahl hatte sich bis zum Tod von Gottfried Schenker auf 33 erhöht. 1879 gründete er die Adria Steamship Company. Ebenfalls ab 1880 begann Schenker mit der Etablierung eigener Reisebüros, damit Schenker & Co. als offizieller Spediteur für verschiedene Weltausstellungen ernannt werden konnte, was sich wiederum als innovative Ausweitung des Dienstleistungssektors darstellte. 1891 kaufte Schenker & Co. ungefähr 60 Güterwaggons und war damit in der Lage, als zu dem Zeitpunkt einzige europäische Speditionsfirma, mit durchgehend kalkulierten und verbindlich geltenden Tarifen, Eisenbahnfrachten von London bis Konstantinopel anbieten zu können. 1895 gründete er gemeinsam mit Burrel & Sohn und August Schenker-Angerer die Schiffahrts-Gesellschaft Austro-Americana mit Sitz in Triest. Die Reederei, mit der anfangs vier, bis 1898 elf Schiffe betrieben wurden, stellte für Schenker die regelmäßige Verbindung zwischen Nordamerika und Triest her. 1896 wurde Gottfried Schenker österreichischer Staatsbürger und adoptierte seinen Austro-Americana-Mitgesellschafter August, der mit der Nichte seiner Frau verheiratet war. Laufend wurden mit den wichtigsten Eisenbahn- und Schifffahrtslinien in Europa und in den USA weitere vertragliche Verbindungen vereinbart und damit immer mehr das Speditionsnetz ausgeweitet. In seinem letzten Lebensjahr 1900/1901 wurde Gottfried Schenker aufgrund fortschreitender Krankheit unter Kuratel gestellt, und August Schenker-Angerer übernahm die Leitung. Das Unternehmen war in der Zwischenzeit in nahezu allen europäischen Staaten vertreten und hatte in vielen davon die Marktführerschaft erreicht.

### 1919–1945: Weimarer Republik und Kriegsjahre
1928 verlegte das Unternehmen seine Zentrale nach Berlin. Vor dem Hintergrund stetig zurückgehender Marktanteile des Schienengüterverkehrs infolge staatlich festgesetzter Preise und der steigenden Attraktivität des Straßengüterverkehrs suchte die Deutsche Reichsbahn zu Beginn der 1930er Jahre nach Möglichkeiten, das Güterverkehrsgeschäft zu stabilisieren. Nachdem die Reichsregierung nicht bereit war, die Frachttarife anzuheben, wurde die damals größte Spedition in Deutschland Ende Januar 1931 durch die Deutsche Reichsbahn, im Rahmen eines zunächst geheim gehaltenen Vertrages, übernommen. Eine Woche später, am 5. Februar 1931, schloss die Reichsbahn darüber hinaus einen – zunächst ebenfalls geheimen – Kooperationsvertrag mit dem Unternehmen ab. Im Rahmen dieses so genannten „Schenker-Vertrags“ erhielt die Spedition das exklusive Recht, den Straßen-Güterverkehr im Vor- und Nachlauf des Eisenbahntransportes zu organisieren. Dabei konnte Schenker dieses Recht vor Ort auch an andere Speditionen abtreten, soweit diese sich verpflichteten, keinen Güterfernverkehr zu betreiben und den Transport zu von der Bahn festgelegten Tarifen abzuwickeln.

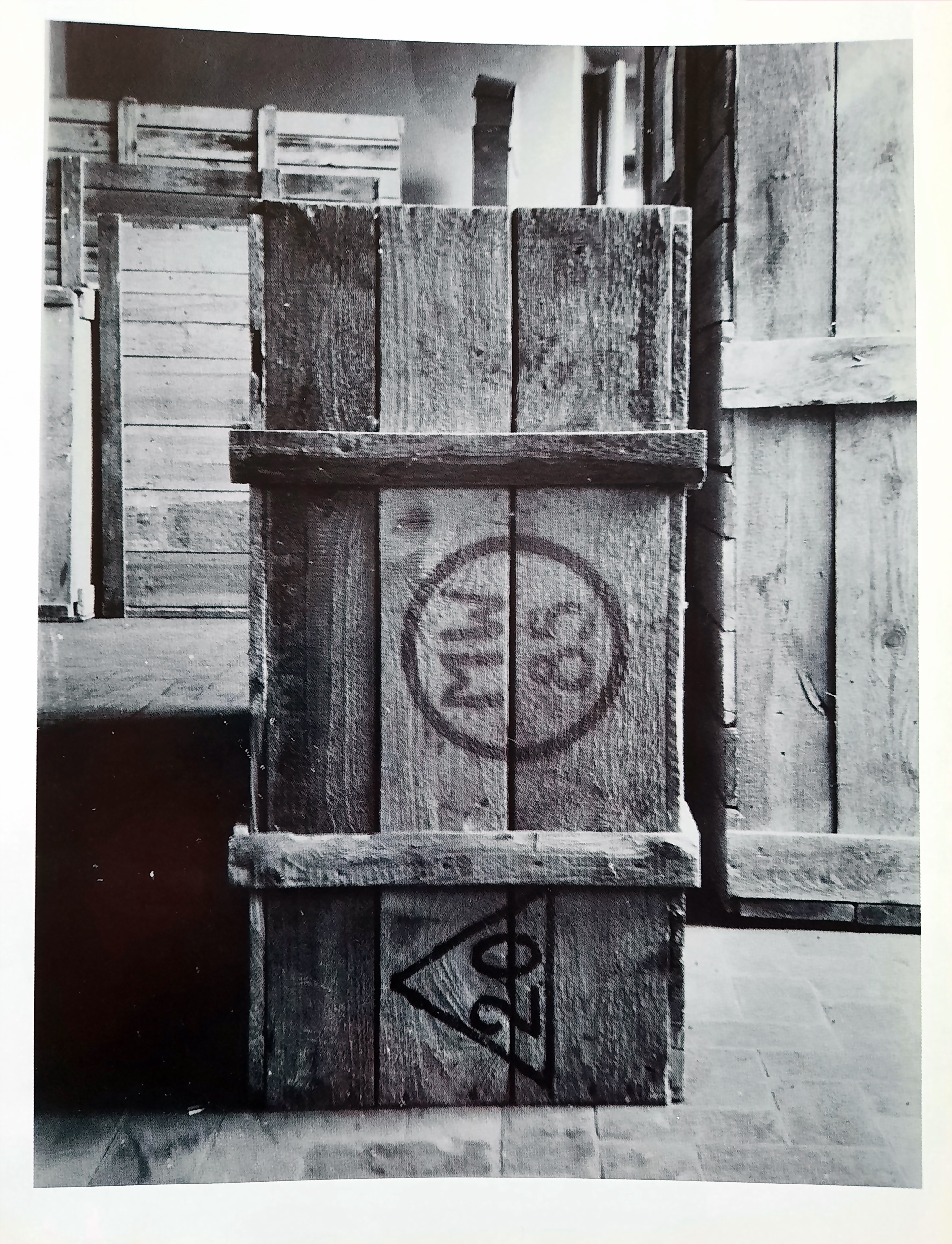
Kisten mit musealischen Objekten, vorbereitet durch die Fa. Schenker & Co. auf Anordnung von Dr. Alfred Schellenberg, zum Abtransport aus dem Nationalmuseum Warschau im November 1943

Durch die Geheimhaltung sollte eine Erhöhung der durch die Reichsbahn zu zahlenden Reparationen vermieden werden. Während der Kauf bis 1937/1938 geheim blieb, wurde das Kooperationsabkommen zwei Wochen nach seinem Abschluss publik und entfachte vielfältige Kritik. So sahen die Spediteure ein „systematisches Abwürgen des gewerblichen Güterverkehrs“. Die Reichsbahn wurde darüber hinaus für den Abschluss eines derart umfassenden Geschäftes ohne Rücksprache mit der Reichsregierung kritisiert. Mit Abschluss des Bahnspeditionsvertrages am 6. Dezember 1931 wurde die Exklusivvereinbarung mit Schenker aufgehoben, wobei gleichzeitig der Reichsbahn die Möglichkeit eingeräumt wurde, ihre Frachttarife selbst festzulegen. 1933 erwies sich in der Nachbetrachtung der Kaufpreis für Schenker als viel zu hoch, nachdem bekannt wurde, dass die Gesellschaft kurz vor der Übernahme vor dem Bankrott stand.
Nachdem Schenker bereits 1932 zunächst die Aktien der Aachener Spedition- und Lagerhaus Aktiengesellschaft (SPELAG) übernommen hatte, ein unter der Leitung von Albert Schiffers im gesamten Rheinland und den benachbarten Niederlanden tätiges Speditionsunternehmen, fusionierten schließlich beide Unternehmen im Jahr 1936, wobei die SPELAG als GmbH weitergeführt wurde.
In den Kriegsjahren 1939–1945 war das Gesamtunternehmen als Teil der Deutschen Reichsbahn am Transport von beschlagnahmten Haushalten von jüdischen Opfern des Holocausts beteiligt. Wie eine neue Studie herausfand, organisierte Schenker für die „Reichsgruppe Industrie“ den Beutetransfer der europaweiten Plünderungen in den von der Nazi-Wehrmacht okkupierten Staaten nach Deutschland. Nach Entladung im Reichsgebiet transportierte Schenker auf dem Rückweg an die Front umfangreiche Waffenarsenale, um die deutsche Großraubwirtschaft im „Neuen Europa“ militärisch abzusichern. Die Erträge aus Hehlerei, Raub und Mordbeihilfe wurden von Berlin nie restituiert. Wie stark die Firma an Arisierungen beteiligt war, ist umstritten. Eine klare Stellungnahme wie im Falle des Dorotheums ist bis jetzt nicht erfolgt.

### 1945–1990: Wiederaufbau
Mit dem Zweiten Weltkrieg und anschließenden Enteignungen war der Verlust zahlreicher Niederlassungen verbunden. Das Unternehmen blieb weiterhin im Besitz der Deutschen Reichsbahn, mit Übergang am 7. September 1949 zur Deutschen Bundesbahn. Nach dem Wiederaufbau des Unternehmens erfolgten die weitere Internationalisierung und die Intensivierung der Luftfracht. 1947 wurde ein Tochterunternehmen in den Vereinigten Staaten gegründet. Im Weiteren wurde die Geschäftstätigkeit auf den asiatischen Markt ausgedehnt und in Hongkong eine eigene Gesellschaft gegründet.

### 1991–2001: Übernahme durch Stinnes AG
Im Jahr 1991 wurden die Anteile der Deutschen Bundesbahn und damit die Aktienmehrheit durch die Stinnes AG übernommen. 1996 fasste Stinnes seine logistischen Aktivitäten in der Schenker-Rhenus AG zusammen. 1997 wurde die Schenker AG mit den Geschäftsbereichen „Schenker Logistics“, „Schenker International“ und „Schenker Eurocargo“ gegründet. Nach der Übernahme der schwedischen BTL AB, Göteborg im Jahr 1999 wurde in Schenker-BTL AG umfirmiert.

### Seit 2002: Wiedereingliederung in die Deutsche Bahn AG

Das alte Schenker-Logo mit seinem markanten „S“ hielt sich über Jahrzehnte

2002 übernahm die Deutsche Bahn AG wiederum mehrheitlich die Stinnes AG. Im selben Jahr wurde die Schenker-BTL AG mit der Schenker International Deutschland GmbH zur Schenker Deutschland AG zusammengeführt.
2007/2010 agierte die österreichische Tochtergesellschaft als Kronzeuge im Fall der Spediteurs-Sammelladungs-Konferenz.
Im Januar 2006 wurde das Speditionsunternehmen BAX Global von der Deutschen Bahn AG übernommen, dadurch stieg Schenker zu einem der weltweit führenden Logistikdienstleister auf. 
Im Jahr 2009 wurden die Transportgeschäftsfelder der Deutschen Bahn unter dem Dach der Schenker AG restrukturiert, wodurch das Geschäftsfeld „DB Schenker Logistics“ den Landverkehr (außer Schienenverkehr), die Luft- und Seefracht und die Kontraktlogistik übernahm und das Geschäftsfeld „DB Schenker Rail“ den Schienenverkehr kontrollierte. Im Juli 2011 wurde bekannt, dass das Luftfrachtangebot von der Tochter Bax Global, das bislang mit 20 Flugzeugen in Nordamerika und Mexiko betrieben wird, eingestellt wird. Grund ist das schwache Wirtschaftswachstum, verbunden mit hohen Treibstoffpreisen; dieser Frachtanteil sollte fortan auf dem Landweg transportiert werden.
Mitte März 2015 trennte sich das Unternehmen überraschend und ohne Angabe von Gründen von seinem Vorstandsvorsitzenden Thomas Lieb. Laut Medienberichten soll er von Schmiergeld-Zahlungen an den russischen Zoll in Höhe von wenigstens fünf Millionen US-Dollar gewusst haben. Im Juli 2015 verhängte die Europäische Kommission eine Geldstrafe von 31,8 Millionen Euro gegen DB Schenker wegen Beteiligung des Unternehmens an einem Kartell für Ganzzugladungen in den Jahren 2004 bis 2012.
2016 wurde eine weitere Restrukturierung vorgenommen, bei der das ehemalige Geschäftsfeld „DB Schenker Rail“ von der Schenker AG getrennt und in „DB Cargo“ umfirmiert wurde. Das zweite Geschäftsfeld „DB Schenker Logistics“ ging somit komplett in der Schenker AG auf und wird seitdem nicht mehr separat aufgeführt. DB Schenker kooperiert bereits in Schweden mit dem Paketdienstleister GLS, einer Tochter der britischen Royal Mail (Stand 2015). Ab 2016 plante Schenker genauso in Deutschland das Paketgeschäft als wachsenden Bereich im Speditionsmarkt zu bedienen. Das Angebot sollte sich an Firmenkunden als Versender richten, Schenker transportierte für GLS Stückgut auf Paletten, GLS stellte die Pakete den Empfängern zu. Im Oktober 2018 integrierte DB Schenker das Navigations- und Adresssystem what3words in seine Dienstleistungen. In einem Pilotprojekt in Schweden setzt DB Schenker seit 2019 den autonom fahrenden, vollelektrischen Lkw T-pod des Kooperationsunternehmens Einride ein.
Im Jahr 2021 stellte DB Schenker gemeinsam mit dem Flugtaxi-Hersteller Volocopter eine Schwerlastdrohne mit einer Tragfähigkeit von 200 kg vor. Im selben Jahr gründete das Unternehmen seinen Investitionsarm Schenker Ventures, um mit strategischen Investitionen Logistik-Startups zu fördern. 2022 investierte Schenker Ventures in Warehousing1, ein Berliner Startup für E-Commerce-Logistik. Ende Juni 2022 wurde bekannt, dass DB Schenker den amerikanischen Logistiker USA Truck für 435 Millionen US-Dollar übernimmt und damit eine führende Position in Nordamerika einnimmt.
DB Schenker gehörte im Jahr 2021 zu den Stiftern der Open Logistics Foundation, einer gemeinnützigen Stiftung, die Open-Source-Lösungen für Logistik und Supply-Chain-Management entwickelt und implementiert.

### 2025: Verkauf an DSV
Die deutsche Bundesregierung beschloss, einen Verkauf von DB Schenker ab 2024 zu prüfen. Durch Beschluss des Aufsichtsrats der DB am 15. Dezember 2022 wurde der Vorstand mandatiert, einen Verkauf zu prüfen und vorzubereiten. Grund dafür sei die verstärkte Verschuldung des Mutterkonzerns. Der Erlös solle nach Meinung zahlreicher Verbände vollständig für den Ausbau der Infrastruktur in Deutschland verwendet werden. Nach Austragung eines offenen Bieterverfahrens konnte sich das dänische Logistikunternehmen DSV als Höchstbietender durchsetzen. Im September 2024 wurde der Verkauf an DSV für etwa 14,3 Milliarden Euro bekanntgegeben. DB Schenker war die zu dem Zeitpunkt einzig profitable Sparte der Deutschen Bahn. Nach Abzug von Schulden und Pensionsverpflichtungen wird der Deutschen Bahn der Verkauf etwa 11 Milliarden Euro einbringen. Sie will durch den Erlös ihre große Schuldenlast von knapp 33 Milliarden Euro auf etwa 26 bis 28 Milliarden Euro reduzieren und 4 bis 5 Milliarden Euro in die Sanierung der eigenen Infrastruktur reinvestieren. Nach der letzten Genehmigung am 15. April 2025 konnte der Verkauf an DSV am 30. April 2025 vollzogen werden. Im Zuge der Übernahme plant DSV, die Marke Schenker abzuschaffen.

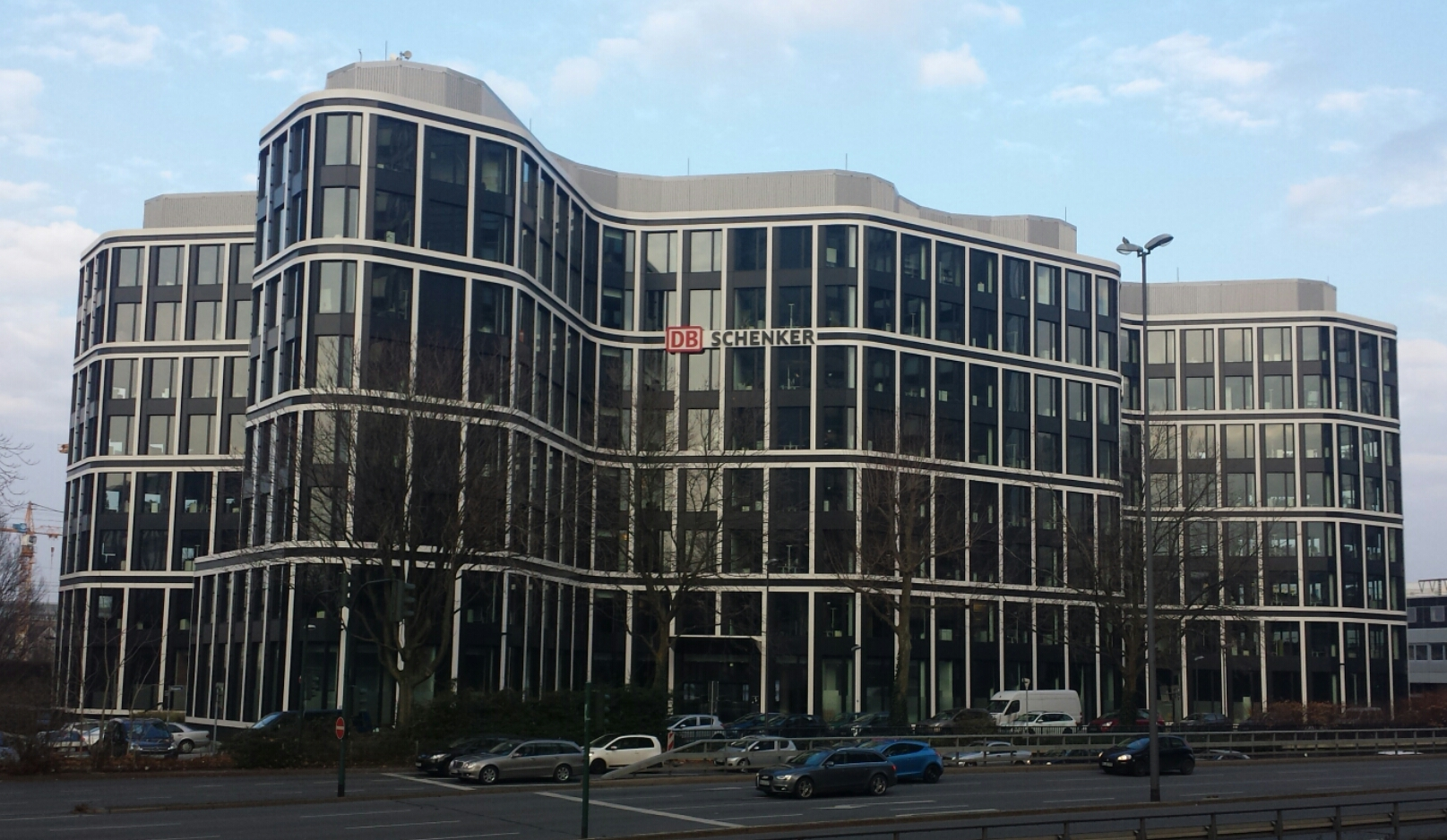
Hauptsitz der Schenker AG an der Kruppstraße in Essen

## Besondere Aufgaben
- Schenker war offizieller Spediteur der Olympischen Sommerspiele 1972 in München, 2000 in Sydney und der Olympischen Winterspiele 2002 in Salt Lake City.
- Schenker begleitete und unterstützte die Ausstellungen der United Buddy Bears weltweit. Eine besondere Herausforderung war dabei die Realisierung der Ausstellung in Pjöngjang (Nordkorea) 2009.[39]
- Schenker ist, neben Partnern wie Volocopter, KIT oder SEW, Teil des von der Europäischen Union und dem Land Baden-Württemberg geförderten Zukunftsprojekts für urbane und autonome Güterlogistik, efeuCampus in Bruchsal.[40]

## Sponsoring
Schenker war offizieller Partner der deutschen Olympiaauswahl und war als Dienstleister für Spedition und Zollformalitäten des Internationalen Olympischen Komitees (IOC) für die Olympischen Sommerspiele 2008 in Peking im Einsatz. Auch bei der Fußball-Weltmeisterschaft 2006 in Deutschland war Schenker offizieller Logistikdienstleister.